# Miguel Layún
Miguel Arturo Layún Prado, né le 25 juin 1988 à Córdoba, est un footballeur international mexicain. Il évolue au poste de latéral gauche ou droit et éventuellement milieu au sein du club mexicain du Club América.

## Biographie
Miguel Layún est un footballeur professionnel mexico-espagnol d’origine libanaise. Il est le fils de l'Espagnole Maribel Prado, et d'Arturo Layún, originaire du village de Beit Mallat au Akkar (Nord), qui a fui le pays du Cèdre durant la guerre civile.
Miguel Layún commence sa carrière au CD Veracruz. En 2009, il quitte le Mexique et rejoint le club italien de l'Atalanta. Ce transfert n'est pas concluant puisque Layún ne dispute que deux matchs en Serie A.
Layún retourne ainsi en 2010 au Mexique en s'engageant avec le Club América. Avec cette équipe, il remporte le Tournoi de clôture du championnat du Mexique en 2013.
Miguel Layún est par ailleurs demi-finaliste de la Gold Cup 2013 avec l'équipe du Mexique.
Le 31 août 2015, Layún est prêté pour une saison au FC Porto avec option d'achat,. Le 12 septembre, il débute en Liga NOS contre le FC Arouca. En novembre 2015, Layún marque son premier but lors d'une victoire 3-1 contre le Maccabi Tel-Aviv en Ligue des champions. Sa première saison portugaise est une réussite et le joueur est sacré meilleur passeur passeur du championnat avec quinze passes décisives. En mai 2016, Porto achète Layún pour six millions d'euros.
La saison suivante est moins aboutie pour Layún qui doit composer avec de nombreuses blessures. Il se montre décisif en début d'exercice, délivrant quatre passes lors de ses sept premiers matchs de championnat. Layún est annoncé sur le départ à l'été 2017 mais reste finalement à Porto.
En janvier 2018, Layún est prêté au Séville FC avec option d'achat. Le 3 février, il est titulaire pour son premier match en Liga qui se solde par une lourde défaite contre le SD Eibar (5-1).
Le 11 juillet 2018, Layún quitte le FC Porto pour s'engager avec Villarreal pour un contrat de trois ans contre quatre millions d'euros.
En janvier 2019, Layún rejoint le CF Monterrey.

## Palmarès
- Champion du Mexique en 2013 (tournoi de clôture) avec le Club América
- vice-champion de la D2 anglaise en 2015 avec Watford
- finaliste de la Coupe du Portugal de football 2015-2016 avec Porto
- Champion du Portugal en 2018
- Vice-champion du Portugal en 2017

## Maladie
En mai 2019, Miguel Layun apprend qu'il est atteint d'un cancer au niveau de l'abdomen. Soigné, cet épisode va considérablement modifier son rapport au sport et à la vie en générale,.

## Activités connexes
Interviewé par Caviar Magazine, Miguel Layun explique avoir lancé sa propre marque de café intitulée Café 19.
Il y explique également s'être lancé sur la plateforme de streaming Twitch où il se filme en train de jouer aux jeux vidéos.